# 孙立成 (1962年10月)
孙立成（1962年10月29日—），男，河北交河人，生于辽宁营口，中华人民共和国政治人物。山东大学汉语言文学专业毕业，副总警监警衔。现任山东省人大常委会副主任。

## 生平
1984年6月加入中国共产党。1984年8月从山东大学毕业后，进入中共中央纪委工作，曾任中央纪委教育室主任干事、副处级检查员，中央纪委办公厅正处级检查员、监察员，中央纪委第五纪检监察室副局级检查员、监察专员、副主任等职务。
2007年7月，调任公安部纪委副书记、监察部驻公安部监察局局长，后又任公安部纪委常务副书记、监察部驻公安部监察局局长，公安部督察委员会副督察长。
2013年3月，任贵州省人民政府党组成员、省长助理，贵州省公安厅厅长、党委副书记，省委政法委委员。5月起任省公安厅党委书记，9月起兼任武警贵州省总队党委第一书记。2015年1月，任贵州省人民政府副省长，省政府党组成员，省公安厅厅长、党委书记，省委政法委副书记，武警贵州省总队党委第一书记。
2016年6月，任山东省人民政府党组成员、山东省公安厅党委书记，兼任山东省公安厅督察长、山东警察学院院长。2016年7月，任山东省人民政府副省长、山东省公安厅厅长。2019年4月，任中共山东省委常委、秘书长。2020年3月27日，出任中共济南市委书记。
2022年1月，当选为山东省人大常委会副主任。